# Dalbergia cochinchinensis
Dalbergia cochinchinensis е вид растение от семейство Бобови (Fabaceae). Видът е световно застрашен, със статут Уязвим.

## Разпространение
Разпространен е в Камбоджа, Лаос, Тайланд и Виетнам.